# ミラン・ヨヴァノヴィッチ
ミラン・ヨヴァノヴィッチ（Milan Jovanović、1981年4月18日 - ）は、ユーゴスラビア（現・セルビア）・チャチャク出身の元サッカー選手。ポジションはフォワード。
息子のラザル・ヨヴァノヴィッチもサッカー選手である。

## 経歴

### クラブ
2006年、ロシアのFCロコモティフ・モスクワからベルギーのスタンダール・リエージュへ移籍。2006-2007シーズンは14得点を挙げた。翌2007-2008シーズンは16得点を挙げ、ベルギーリーグ優秀選手賞を受賞している。
2010年夏の移籍市場において、フリートランスファーでプレミアリーグのリヴァプールFCに移籍した。リヴァプールFCでは10番を与えられる予定だったが、ジョー・コール入団後は、代表でも着けている14番をつけることになった。しかし出場機会に恵まれず、1年で退団し、2011年の夏にベルギーのRSCアンデルレヒトに加入した。RSCアンデルレヒト2年間在籍し、レギュラーとして活躍した。2012-13シーズン終了後、契約満了となり退団。そのまま現役引退となった。

### 代表
セルビア代表としては、2007年6月にEURO 2008予選のフィンランド戦へ交代出場し初出場を記録。この試合で代表初ゴールも決めている。2010 FIFAワールドカップではグループリーグ第2戦のドイツ戦で決勝ゴールを挙げた。

## 代表歴

### 出場大会
- セルビア代表
  - 2010 FIFAワールドカップ

### 試合数
- 国際Aマッチ 45試合 12得点（2007年-2012年）[1]

| セルビア代表 | 国際Aマッチ | 国際Aマッチ |
| 年           | 出場        | 得点        |
| ------------ | ----------- | ----------- |
| 2007         | 7           | 2           |
| 2008         | 5           | 3           |
| 2009         | 12          | 5           |
| 2010         | 10          | 1           |
| 2011         | 9           | 1           |
| 2012         | 2           | 0           |
| 通算         | 45          | 12          |

## タイトル

### クラブ
FCシャフタール・ドネツク
- ウクライナカップ 2004

FCロコモティフ・モスクワ
- ロシアサッカー・プレミアリーグ 2004

スタンダール・リエージュ
- ジュピラーリーグ 2007-2008, 2008-2009
- ベルギー・スーパーカップ 2008, 2009

RSCアンデルレヒト
- ジュピラーリーグ 2011-2012, 2012-2013
- ベルギー・スーパーカップ 2012

### 個人
- ジュピラーリーグゴールデンシュー 2009
- ジュピラーリーグシーズン最優秀選手賞 2007-2008